# Roland Kaiser/Diskografie
Diese Diskografie ist eine Übersicht über die musikalischen Werke des deutschen Schlagersängers Roland Kaiser und seiner Pseudonyme wie Kaiser. Den Quellenangaben zufolge hat er bisher mehr als 90 Millionen Tonträger verkauft. Seine erfolgreichste Veröffentlichung ist die Single Santa Maria mit über 1,2 Millionen verkauften Einheiten. In Deutschland zählen die Lieder Warum hast du nicht nein gesagt und Santa Maria, mit 765.000 beziehungsweise 250.000 verkauften Einheiten, zu den meistverkauften Schlagern des Landes.

## Alben

### Studioalben
| Jahr | Titel Musiklabel                                           | Höchstplatzierung, Gesamtwochen, AuszeichnungChartplatzierungen (Jahr, Titel, Musiklabel, Platzierungen, Wochen, Auszeichnungen, Anmerkungen) | Höchstplatzierung, Gesamtwochen, AuszeichnungChartplatzierungen (Jahr, Titel, Musiklabel, Platzierungen, Wochen, Auszeichnungen, Anmerkungen) | Höchstplatzierung, Gesamtwochen, AuszeichnungChartplatzierungen (Jahr, Titel, Musiklabel, Platzierungen, Wochen, Auszeichnungen, Anmerkungen) | Anmerkungen                                                 |
| Jahr | Titel Musiklabel                                           | DE | AT | CH | Anmerkungen                                                 |
| ---- | ---------------------------------------------------------- | --- | --- | --- | ----------------------------------------------------------- |
| 1976 | Verde – Frei – Das heißt allein Hansa Records (Ariola)     | — | — | — | Erstveröffentlichung: November 1976                         |
| 1977 | Nicht eine Stunde tut mir leid Hansa Records (Ariola)      | — | — | — | Erstveröffentlichung: Dezember 1977                         |
| 1979 | Etwas von mir Hansa Records (Ariola)                       | — | — | — | Erstveröffentlichung: Dezember 1979                         |
| 1981 | Dich zu lieben Hansa Records (Ariola)                      | DE1 Platin · (36 Wo.)DE | — | — | Erstveröffentlichung: Juli 1981 Verkäufe: + 500.000         |
| 1982 | In Gedanken bei dir Hansa Records (Ariola)                 | DE11 (22 Wo.)DE | — | — | Erstveröffentlichung: Juli 1982                             |
| 1983 | Gefühle sind frei Hansa Records (Ariola)                   | DE13 Gold · (20 Wo.)DE | — | CH10 (10 Wo.)CH | Erstveröffentlichung: Juli 1983 Verkäufe: + 250.000         |
| 1984 | Ich fühl’ mich wohl in deinem Leben Hansa Records (Ariola) | DE10 (21 Wo.)DE | — | CH21 (6 Wo.)CH | Erstveröffentlichung: August 1984                           |
| 1985 | Herz über Kopf Hansa Records (Ariola)                      | DE43 (13 Wo.)DE | — | — | Erstveröffentlichung: November 1985                         |
| 1986 | Ich will dich Hansa Records (Ariola)                       | DE53 (5 Wo.)DE | — | — | Erstveröffentlichung: November 1986                         |
| 1987 | Auf dem Weg zu dir Hansa Records (BMG Ariola)              | DE37 (11 Wo.)DE | — | — | Erstveröffentlichung: August 1987                           |
| 1988 | Seitenblicke Hansa Records (BMG Ariola)                    | DE33 (11 Wo.)DE | — | — | Erstveröffentlichung: Oktober 1988                          |
| 1989 | Frauen Hansa Records (BMG Ariola)                          | — | — | — | Erstveröffentlichung: 14. September 1989                    |
| 1990 | HerzZeit Hansa Records (BMG Ariola)                        | — | — | — | Erstveröffentlichung: Dezember 1990                         |
| 1992 | Südlich von mir Hansa Records (BMG Ariola)                 | — | — | — | Erstveröffentlichung: 17. Februar 1992                      |
| 1993 | Verrückt nach dir Hansa Records (BMG Ariola)               | DE87 (4 Wo.)DE | — | — | Erstveröffentlichung: 11. Januar 1993                       |
| 1994 | Heute und hier Hansa Records (BMG Ariola)                  | DE80 (5 Wo.)DE | — | — | Erstveröffentlichung: 11. Juli 1994                         |
| 1996 | Grenzenlos Hansa Records (BMG Ariola)                      | DE69 (6 Wo.)DE | — | — | Erstveröffentlichung: 12. August 1996                       |
| 1998 | Grenzenlos II White Records (BMG Ariola)                   | DE71 (1 Wo.)DE | — | — | Erstveröffentlichung: 16. Februar 1998                      |
| 1999 | Mitten im Leben White Records (BMG Ariola)                 | — | — | — | Erstveröffentlichung: 22. November 1999                     |
| 2001 | Alles auf Anfang White Records (BMG Ariola)                | DE73 (1 Wo.)DE | — | — | Erstveröffentlichung: 10. September 2001                    |
| 2003 | Pure Lust White Records (BMG Ariola)                       | DE68 (1 Wo.)DE | — | — | Erstveröffentlichung: 22. September 2003                    |
| 2007 | Sexy White Records (BMG Ariola)                            | DE35 (4 Wo.)DE | — | — | Erstveröffentlichung: 14. September 2007                    |
| 2009 | Wir sind Sehnsucht Gloriella Music (Sony)                  | DE14 (7 Wo.)DE | — | — | Erstveröffentlichung: 30. Januar 2009                       |
| 2011 | Alles ist möglich Gloriella Music (Sony)                   | DE16 (12 Wo.)DE | — | — | Erstveröffentlichung: 3. Juni 2011                          |
| 2014 | Seelenbahnen Ariola (Sony)                                 | DE10 Platin · (45 Wo.)DE | AT33 Gold · (18 Wo.)AT | CH67 (1 Wo.)CH | Erstveröffentlichung: 30. Mai 2014 Verkäufe: + 207.500      |
| 2016 | Auf den Kopf gestellt Ariola (Sony)                        | DE2 Gold · (27 Wo.)DE | AT5 Gold · (19 Wo.)AT | CH48 (6 Wo.)CH | Erstveröffentlichung: 12. Februar 2016 Verkäufe: + 107.500  |
| 2019 | Alles oder Dich RCA Records (Sony)                         | DE2 Platin · (82 Wo.)DE | AT2 Gold · (28 Wo.)AT | CH4 (16 Wo.)CH | Erstveröffentlichung: 15. März 2019 Verkäufe: + 207.500     |
| 2022 | Perspektiven Ariola (Sony)                                 | DE1 Platin · (77 Wo.)DE | AT2 (39 Wo.)AT | CH4 (20 Wo.)CH | Erstveröffentlichung: 2. September 2022 Verkäufe: + 200.000 |
| 2025 | Marathon Ariola (Sony)                                     | DE2 (… Wo.)DE | AT1 (12 Wo.)AT | CH6 (7 Wo.)CH | Erstveröffentlichung: 7. Februar 2025                       |

grau schraffiert: keine Chartdaten aus diesem Jahr verfügbar

### Livealben
| Jahr | Titel Musiklabel                                              | Höchstplatzierung, Gesamtwochen, AuszeichnungChartplatzierungen (Jahr, Titel, Musiklabel, Platzierungen, Wochen, Auszeichnungen, Anmerkungen) | Höchstplatzierung, Gesamtwochen, AuszeichnungChartplatzierungen (Jahr, Titel, Musiklabel, Platzierungen, Wochen, Auszeichnungen, Anmerkungen) | Höchstplatzierung, Gesamtwochen, AuszeichnungChartplatzierungen (Jahr, Titel, Musiklabel, Platzierungen, Wochen, Auszeichnungen, Anmerkungen) | Anmerkungen                                               |
| Jahr | Titel Musiklabel                                              | DE | AT | CH | Anmerkungen                                               |
| ---- | ------------------------------------------------------------- | --- | --- | --- | --------------------------------------------------------- |
| 1988 | Live in Concert Hansa Records (BMG Ariola)                    | DE58 (1 Wo.)DE | — | — | Erstveröffentlichung: Januar 1988                         |
| 1998 | Unterwegs Hansa Records (BMG Ariola)                          | — | — | — | Erstveröffentlichung: 1998                                |
| 2013 | Live Gloriella Music (Sony)                                   | DE66 (1 Wo.)DE | — | — | Erstveröffentlichung: 22. März 2013                       |
| 2015 | Seelenbahnen – Die Kaisermania Edition Ariola (Sony)          | DE*DE | — | — | Erstveröffentlichung: 9. Januar 2015 * siehe Seelenbahnen |
| 2018 | Kaisermania 2018 (Live am Elbufer Dresden) RCA Records (Sony) | DE5 (16 Wo.)DE | AT10 (5 Wo.)AT | — | Erstveröffentlichung: 19. Oktober 2018                    |

### Kompilationen
| Jahr | Titel Musiklabel                                                   | Höchstplatzierung, Gesamtwochen, AuszeichnungChartplatzierungen (Jahr, Titel, Musiklabel, Platzierungen, Wochen, Auszeichnungen, Anmerkungen) | Höchstplatzierung, Gesamtwochen, AuszeichnungChartplatzierungen (Jahr, Titel, Musiklabel, Platzierungen, Wochen, Auszeichnungen, Anmerkungen) | Höchstplatzierung, Gesamtwochen, AuszeichnungChartplatzierungen (Jahr, Titel, Musiklabel, Platzierungen, Wochen, Auszeichnungen, Anmerkungen) | Anmerkungen                                                |
| Jahr | Titel Musiklabel                                                   | DE | AT | CH | Anmerkungen                                                |
| ---- | ------------------------------------------------------------------ | --- | --- | --- | ---------------------------------------------------------- |
| 1980 | Santa Maria Hansa Records (Ariola)                                 | DE16 (16 Wo.)DE | — | — | Erstveröffentlichung: September 1980                       |
| 1983 | Meine romantischen Lieder Hansa Records (Ariola)                   | — | — | — | Erstveröffentlichung: 1983                                 |
| 1984 | Erinnerungen Hansa Records (Ariola)                                | DE52 (4 Wo.)DE | — | — | Erstveröffentlichung: März 1984                            |
| 1984 | Für dich – Die großen Erfolge Hansa Records (Ariola)               | — | — | — | Erstveröffentlichung: 19. November 1984                    |
| 1985 | Love Songs Hansa Records (Ariola)                                  | — | — | — | Erstveröffentlichung: Januar 1985                          |
| 1985 | Die schönsten Liebeslieder der Welt Hansa Records (Ariola)         | DE13 (13 Wo.)DE | — | CH27 (2 Wo.)CH | Erstveröffentlichung: Februar 1985                         |
| 1996 | In Liebe … Meine schönsten Balladen Hansa Records (BMG Ariola)     | — | — | — | Erstveröffentlichung: 7. Oktober 1996                      |
| 1998 | Höhepunkte Hansa Records (BMG Ariola)                              | — | — | — | Erstveröffentlichung: 2. November 1998                     |
| 2002 | Schach-matt Hansa Records (BMG Ariola)                             | — | — | — | Erstveröffentlichung: 4. Oktober 2002                      |
| 2004 | Best of White Records (Sony BMG)                                   | DE41 (7 Wo.)DE | AT40 (5 Wo.)AT | CH70 (2 Wo.)CH | Erstveröffentlichung: 18. Oktober 2004                     |
| 2008 | Karaoke – Seine größten Hits zum Mitsingen Gloriella Music (Sony)  | — | — | — | Erstveröffentlichung: 8. August 2008                       |
| 2010 | Seine Hits – Gestern und heute Gloriella Music (Sony)              | DE40 (3 Wo.)DE | — | — | Erstveröffentlichung: 12. März 2010                        |
| 2012 | Affären Gloriella Music (Sony)                                     | DE11 (12 Wo.)DE | AT51 (3 Wo.)AT | CH16 (9 Wo.)CH | Erstveröffentlichung: 1. Juni 2012                         |
| 2013 | Gold – Die neue Best-of Gloriella Music (Sony)                     | DE97 (1 Wo.)DE | — | — | Erstveröffentlichung: 18. Oktober 2013                     |
| 2017 | Stromaufwärts – Kaiser singt Kaiser Ariola (Sony)                  | DE4 Gold · (15 Wo.)DE | AT7 (14 Wo.)AT | CH29 (4 Wo.)CH | Erstveröffentlichung: 20. Oktober 2017 Verkäufe: + 100.000 |
| 2022 | Best of – Zum 70. Geburtstag Telamo (WMG)                          | DE25 (2 Wo.)DE | — | — | Erstveröffentlichung: 25. März 2022                        |
| 2023 | Das ist Kaiser – Die schönsten Hits von Roland Kaiser Telamo (WMG) | DE58 (1 Wo.)DE | — | — | Erstveröffentlichung: 19. Mai 2023                         |

grau schraffiert: keine Chartdaten aus diesem Jahr verfügbar

### Remixalben
| Jahr | Titel Musiklabel                                   | Höchstplatzierung, Gesamtwochen, AuszeichnungChartplatzierungen (Jahr, Titel, Musiklabel, Platzierungen, Wochen, Auszeichnungen, Anmerkungen) | Höchstplatzierung, Gesamtwochen, AuszeichnungChartplatzierungen (Jahr, Titel, Musiklabel, Platzierungen, Wochen, Auszeichnungen, Anmerkungen) | Höchstplatzierung, Gesamtwochen, AuszeichnungChartplatzierungen (Jahr, Titel, Musiklabel, Platzierungen, Wochen, Auszeichnungen, Anmerkungen) | Anmerkungen                         |
| Jahr | Titel Musiklabel                                   | DE | AT | CH | Anmerkungen                         |
| ---- | -------------------------------------------------- | --- | --- | --- | ----------------------------------- |
| 1997 | Der Hit-Mix – Das Album Hansa Records (BMG Ariola) | DE88 (6 Wo.)DE | — | — | Erstveröffentlichung: 30. Juni 1997 |

### Weihnachtsalben
| Jahr | Titel Musiklabel                               | Höchstplatzierung, Gesamtwochen, AuszeichnungChartplatzierungen (Jahr, Titel, Musiklabel, Platzierungen, Wochen, Auszeichnungen, Anmerkungen) | Höchstplatzierung, Gesamtwochen, AuszeichnungChartplatzierungen (Jahr, Titel, Musiklabel, Platzierungen, Wochen, Auszeichnungen, Anmerkungen) | Höchstplatzierung, Gesamtwochen, AuszeichnungChartplatzierungen (Jahr, Titel, Musiklabel, Platzierungen, Wochen, Auszeichnungen, Anmerkungen) | Anmerkungen                                               |
| Jahr | Titel Musiklabel                               | DE | AT | CH | Anmerkungen                                               |
| ---- | ---------------------------------------------- | --- | --- | --- | --------------------------------------------------------- |
| 2009 | Besinnliche Weihnachten Gloriella Music (Sony) | — | — | — | Erstveröffentlichung: 6. November 2009                    |
| 2021 | Weihnachtszeit RCA Records (Sony)              | DE3 Gold · (28 Wo.)DE | AT8 (21 Wo.)AT | CH25 (15 Wo.)CH | Erstveröffentlichung: 8. Oktober 2021 Verkäufe: + 100.000 |

### Kinderalben
| Jahr | Titel Musiklabel                    | Anmerkungen                         |
| ---- | ----------------------------------- | ----------------------------------- |
| 2006 | Kinderzeit White Records (Sony BMG) | Erstveröffentlichung: 24. März 2006 |

## Singles

### Als Leadmusiker
| Jahr | Titel Album                                                                     | Höchstplatzierung, Gesamtwochen/‑monate, AuszeichnungChartplatzierungen (Jahr, Titel, Album, Platzierungen, Wochen/Monate, Auszeichnungen, Anmerkungen) | Höchstplatzierung, Gesamtwochen/‑monate, AuszeichnungChartplatzierungen (Jahr, Titel, Album, Platzierungen, Wochen/Monate, Auszeichnungen, Anmerkungen) | Höchstplatzierung, Gesamtwochen/‑monate, AuszeichnungChartplatzierungen (Jahr, Titel, Album, Platzierungen, Wochen/Monate, Auszeichnungen, Anmerkungen) | Anmerkungen                                                                                        | [↑]: gemeinsam behandelt mit vorhergehendem Eintrag; [←]: in beiden Charts platziert |
| Jahr | Titel Album                                                                     | DE | AT | CH | Anmerkungen                                                                                        |                                                                                      |
| --- | ------------------------------------------------------------------------------- | --- | --- | --- | -------------------------------------------------------------------------------------------------- | ------------------------------------------------------------------------------------ |
| 1974 | Was ist wohl aus ihr geworden Verde – Frei – Das heißt allein                   | — | — | — | Erstveröffentlichung: Dezember 1974 Verkäufe: + 2.475                                              |                                                                                      |
| 1975 | Bevor die nächste Träne fällt Verde – Frei – Das heißt allein                   | — | — | — | Erstveröffentlichung: Juni 1975 Original: Duane Dee – Before the Next Teardrop Falls               |                                                                                      |
| 1975 | Eine Nacht, die ich nie mehr vergessen kann Verde – Frei – Das heißt allein     | — | — | — | Erstveröffentlichung: November 1975 Original: Sacred Harp Choir – New Britain C. M.                |                                                                                      |
| 1976 | Jane oh Jane Verde – Frei – Das heißt allein                                    | — | — | — | Erstveröffentlichung: Mai 1976                                                                     |                                                                                      |
| 1976 | Frei – Das heißt allein Verde – Frei – Das heißt allein                         | DE14 (16 Wo.)DE | AT11 (5 Mt.)AT | — | Erstveröffentlichung: September 1976 Original: M. & G. Orchestra – Verde                           |                                                                                      |
| 1977 | Zieh’ mit dem Wind Seine großen Erfolge                                         | — | — | — | Erstveröffentlichung: März 1977                                                                    |                                                                                      |
| 1977 | Sieben Fässer Wein Nicht eine Stunde tut mir leid                               | DE7 (22 Wo.)DE | — | — | Erstveröffentlichung: Juli 1977 Verkäufe: + 300.000                                                |                                                                                      |
| 1978 | Amore Mio (Amada Mia, Amore Mio) Etwas von mir                                  | DE17 (16 Wo.)DE | — | — | Erstveröffentlichung: Februar 1978 Original: El Pasador – Amada mia amore mio                      |                                                                                      |
| 1978 | Wer sich selbst nur liebt Santa Maria                                           | — | — | — | Erstveröffentlichung: August 1978                                                                  |                                                                                      |
| 1979 | War das eine Nacht Seine großen Erfolge                                         | — | — | — | Erstveröffentlichung: Februar 1979                                                                 |                                                                                      |
| 1979 | Schach Matt Etwas von mir                                                       | DE32 (11 Wo.)DE | — | — | Erstveröffentlichung: Juni 1979                                                                    |                                                                                      |
| 1979 | Im Dunkel der Nacht Etwas von mir                                               | — | — | — | Erstveröffentlichung: Dezember 1979 Original: Boney M. – I’m Born Again                            |                                                                                      |
| 1980 | Hier kriegt jeder sein Fett Etwas von mir                                       | — | — | — | Erstveröffentlichung: März 1980                                                                    |                                                                                      |
| 1980 | Santa Maria                                                                     | DE1 Gold · (32 Wo.)DE | AT3 (2½ Mt.)AT | CH5 (9 Wo.)CH | Erstveröffentlichung: Juni 1980 Verkäufe: + 1.200.000; Original: Oliver Onions                     |                                                                                      |
| 1981 | Gloria –                                                                        | DE3 (33 Wo.)DE | — | — | Erstveröffentlichung: Februar 1981                                                                 |                                                                                      |
| 1981 | Lieb’ mich ein letztes Mal Dich zu lieben[DE: ↑]                                | DE3 (33 Wo.)DE | — | — | Erstveröffentlichung: Februar 1981                                                                 |                                                                                      |
| 1981 | Dich zu lieben                                                                  | DE5 (24 Wo.)DE | — | — | Erstveröffentlichung: Juli 1981                                                                    |                                                                                      |
| 1982 | Wohin gehst du? In Gedanken bei dir                                             | DE23 (15 Wo.)DE | — | — | Erstveröffentlichung: Februar 1982                                                                 |                                                                                      |
| 1982 | Manchmal möchte ich schon mit dir In Gedanken bei dir                           | DE7 (24 Wo.)DE | — | — | Erstveröffentlichung: Juli 1982                                                                    |                                                                                      |
| 1983 | Ich will dich Gefühle sind frei                                                 | DE51 (10 Wo.)DE | — | — | Erstveröffentlichung: April 1983 Original: De Blanc – Temptation                                   |                                                                                      |
| 1983 | Die Gefühle sind frei Gefühle sind frei                                         | DE40 (17 Wo.)DE | — | — | Erstveröffentlichung: Juli 1983                                                                    |                                                                                      |
| 1984 | Es kann der Frömmste nicht in Frieden leben Ich fühl’ mich wohl in deinem Leben | DE50 (11 Wo.)DE | — | — | Erstveröffentlichung: Februar 1984                                                                 |                                                                                      |
| 1984 | Joana Ich fühl’ mich wohl in deinem Leben                                       | DE35 (18 Wo.)DE | — | — | Erstveröffentlichung: Juli 1984                                                                    |                                                                                      |
| 1985 | Flieg mit mir zu den Sternen Ich fühl’ mich wohl in deinem Leben                | DE50 (9 Wo.)DE | AT30 (½ Mt.)AT | — | Erstveröffentlichung: Februar 1985                                                                 |                                                                                      |
| 1985 | Hier fing alles an Herz über Kopf                                               | DE73 (1 Wo.)DE | — | — | Erstveröffentlichung: August 1985                                                                  |                                                                                      |
| 1985 | Amore Amore Herz über Kopf                                                      | DE54 (6 Wo.)DE | — | — | Erstveröffentlichung: Dezember 1985                                                                |                                                                                      |
| 1986 | Midnight Lady (einsam so wie ich) Ich will dich                                 | DE16 (11 Wo.)DE | AT16 (1 Mt.)AT | — | Erstveröffentlichung: Mai 1986 Original: Chris Norman – Midnight Lady                              |                                                                                      |
| 1986 | Sie lebt in dir Ich will dich                                                   | — | — | — | Erstveröffentlichung: September 1986 Original: Modern Talking – Keep Love Alive                    |                                                                                      |
| 1986 | Ich will dich ganz allein für mich Ich will dich                                | — | — | — | Erstveröffentlichung: November 1986                                                                |                                                                                      |
| 1987 | Veronica –                                                                      | — | — | — | Erstveröffentlichung: April 1987 Original: Adriano Celentano – Veronica verrai                     |                                                                                      |
| 1987 | Haut an Haut Auf dem Weg zu dir                                                 | DE70 (4 Wo.)DE | — | — | Erstveröffentlichung: Juli 1987                                                                    |                                                                                      |
| 1987 | Unerreichbar nah Auf dem Weg zu dir                                             | — | — | — | Erstveröffentlichung: Oktober 1987                                                                 |                                                                                      |
| 1988 | Ich glaub es geht schon wieder los Seitenblicke                                 | DE54 (8 Wo.)DE | — | — | Erstveröffentlichung: August 1988                                                                  |                                                                                      |
| 1988 | Nachgefühl Seitenblicke                                                         | — | — | — | Erstveröffentlichung: Oktober 1988                                                                 |                                                                                      |
| 1988 | Jede Nacht hat deine Augen –                                                    | — | — | — | Erstveröffentlichung: Dezember 1988 Original: Blue System – Silent Water                           |                                                                                      |
| 1989 | Frauen                                                                          | — | — | — | Erstveröffentlichung: September 1989                                                               |                                                                                      |
| 1990 | Im 5. Element Frauen                                                            | — | — | — | Erstveröffentlichung: Januar 1990 Original: Riccardo Fogli – Amore di guerra                       |                                                                                      |
| 1990 | Un amore grande HerzZeit                                                        | — | — | — | Erstveröffentlichung: Oktober 1990                                                                 |                                                                                      |
| 1990 | Viva l’amor HerzZeit                                                            | — | — | — | Erstveröffentlichung: Dezember 1990                                                                |                                                                                      |
| 1991 | Wind auf der Haut und Lisa HerzZeit                                             | DE58 (13 Wo.)DE | — | — | Erstveröffentlichung: Mai 1991 Original: Chris Rea – Fool (If You Think It’s Over)                 |                                                                                      |
| 1992 | Sag niemals nie Südlich von mir                                                 | DE56 (9 Wo.)DE | — | — | Erstveröffentlichung: Januar 1992                                                                  |                                                                                      |
| 1992 | Lebenslänglich du Südlich von mir                                               | DE63 (5 Wo.)DE | — | — | Erstveröffentlichung: März 1992                                                                    |                                                                                      |
| 1992 | Südlich von mir                                                                 | — | — | — | Erstveröffentlichung: Juli 1992                                                                    |                                                                                      |
| 1992 | Jane Verrückt nach dir                                                          | — | — | — | Erstveröffentlichung: Dezember 1992                                                                |                                                                                      |
| 1993 | Ganz oder gar nicht Verrückt nach dir                                           | — | — | — | Erstveröffentlichung: Januar 1993 Original: Exile – Kiss You All Over                              |                                                                                      |
| 1993 | Was wäre wenn Verrückt nach dir                                                 | — | — | — | Erstveröffentlichung: August 1993                                                                  |                                                                                      |
| 1994 | Und wer küßt mich Heute und hier                                                | DE62 (10 Wo.)DE | — | — | Erstveröffentlichung: Mai 1994                                                                     |                                                                                      |
| 1994 | Heute und hier                                                                  | — | — | — | Erstveröffentlichung: Oktober 1994                                                                 |                                                                                      |
| 1995 | Alles, was du willst Heute und hier (New Version)                               | — | — | — | Erstveröffentlichung: März 1995                                                                    |                                                                                      |
| 1996 | Gefühle gehen manchmal vorbei Grenzenlos                                        | — | — | — | Erstveröffentlichung: 5. August 1996 Original: Frankie Valli – The Sun Ain’t Gonna Shine (Anymore) |                                                                                      |
| 1996 | Sag’ ihm, dass ich Dich liebe Grenzenlos                                        | — | — | — | Erstveröffentlichung: Dezember 1996 Original: Riccardo Fogli – Storie di tutti i giorni            |                                                                                      |
| 1997 | Der Hit-Mix –                                                                   | — | — | — | Erstveröffentlichung: 21. April 1997                                                               |                                                                                      |
| 1998 | So bist Du Grenzenlos II                                                        | — | — | — | Erstveröffentlichung: 2. Februar 1998 Original: Carly Simon – You’re So Vain                       |                                                                                      |
| 1998 | Extreme Grenzenlos II                                                           | — | — | — | Erstveröffentlichung: 20. Juli 1998 Original: Toto Cutugno – Insieme: 1992                         |                                                                                      |
| 1999 | Ausgebrannt und leer Höhepunkte                                                 | — | — | — | Erstveröffentlichung: 15. Februar 1999 Original: Lis Sørensen – Brændt                             |                                                                                      |
| 1999 | Ganz weit vorn Mitten im Leben                                                  | — | — | — | Erstveröffentlichung: 16. August 1999 Original: Angelika Milster – Und den Traum gibt es doch      |                                                                                      |
| 1999 | Warum denn aus Liebe weinen Mitten im Leben                                     | — | — | — | Erstveröffentlichung: 11. Oktober 1999 Original: Darinka – Der Himmel gehört den Tauben            |                                                                                      |
| 2000 | Wir wollten niemals auseinander geh’n Mitten im Leben                           | — | — | — | Erstveröffentlichung: 13. März 2000                                                                |                                                                                      |
| 2000 | Ich hab dich 1000 Mal geliebt Mitten im Leben                                   | — | — | — | Erstveröffentlichung: 10. Juli 2000                                                                |                                                                                      |
| 2001 | Du bist weg Mitten im Leben                                                     | — | — | — | Erstveröffentlichung: 12. Februar 2001                                                             |                                                                                      |
| 2001 | Ich geh’ mit dir wohin Du willst Alles auf Anfang                               | — | — | — | Erstveröffentlichung: 3. September 2001                                                            |                                                                                      |
| 2002 | Mädchen aller Träume Alles auf Anfang                                           | — | — | — | Erstveröffentlichung: 18. Februar 2002                                                             |                                                                                      |
| 2002 | Jeder gegen jeden Alles auf Anfang                                              | — | — | — | Erstveröffentlichung: Mai 2002                                                                     |                                                                                      |
| 2005 | Du bist noch hier Best Of                                                       | — | — | — | Erstveröffentlichung: 24. Januar 2005                                                              |                                                                                      |
| 2007 | Sexy warst du schon immer Sexy                                                  | — | — | — | Erstveröffentlichung: 13. April 2007                                                               |                                                                                      |
| 2008 | Meine Ex ist wieder frei Sexy                                                   | — | — | — | Erstveröffentlichung: 8. Februar 2008                                                              |                                                                                      |
| 2008 | Von Liebe war bei uns nie die Rede Wir sind Sehnsucht                           | — | — | — | Erstveröffentlichung: 24. Oktober 2008                                                             |                                                                                      |
| 2009 | Zum Weihnachtsfest seh’n wir uns wieder Besinnliche Weihnachten                 | — | — | — | Erstveröffentlichung: 6. November 2009                                                             |                                                                                      |
| 2011 | Tränen gab es genug Alles ist möglich                                           | — | — | — | Erstveröffentlichung: 16. September 2011                                                           |                                                                                      |
| 2012 | Sie weiß genau, was sie tut, wenn sie’s tut Alles ist möglich                   | — | — | — | Erstveröffentlichung: März 2012                                                                    |                                                                                      |
| 2012 | Dankeschön Affären (Fan-Edition)                                                | — | — | — | Erstveröffentlichung: 31. August 2012                                                              |                                                                                      |
| 2013 | Egoist Live                                                                     | DE85 (1 Wo.)DE | — | — | Erstveröffentlichung: März 2013                                                                    |                                                                                      |
| 2013 | Das eine Mal verzeih’ ich dir Gold – Die neue Best Of                           | — | — | — | Erstveröffentlichung: 5. Juli 2013                                                                 |                                                                                      |
| 2014 | Ich fege die Sterne zusammen Seelenbahnen                                       | — | — | — | Erstveröffentlichung: 2. Mai 2014                                                                  |                                                                                      |
| 2014 | Warum hast du nicht nein gesagt Seelenbahnen                                    | DE55 ×5Fünffachgold · (12 Wo.)DE | AT42 Gold · (6 Wo.)AT | CH81 (1 Wo.)CH | Erstveröffentlichung: 12. September 2014 Verkäufe: + 765.000; mit Maite Kelly                      |                                                                                      |
| 2014 | Sag bloß nicht Hello Seelenbahnen                                               | — | — | — | Erstveröffentlichung: November 2014                                                                |                                                                                      |
| 2015 | Roland Kaiser Walzer – Dresden jubelt, Dresden dreht sich –                     | — | — | — | Erstveröffentlichung: 30. Januar 2015                                                              |                                                                                      |
| 2016 | Das Beste am Leben Auf den Kopf gestellt                                        | — | — | — | Erstveröffentlichung: 18. Dezember 2015                                                            |                                                                                      |
| 2017 | Kein Problem Auf den Kopf gestellt                                              | — | — | — | Erstveröffentlichung: 6. Mai 2016                                                                  |                                                                                      |
| 2017 | Halt mich noch einmal fest Auf den Kopf gestellt                                | — | — | — | Erstveröffentlichung: 8. Oktober 2016                                                              |                                                                                      |
| 2017 | Und wenn dein Name Leila wär Auf den Kopf gestellt                              | — | — | — | Erstveröffentlichung: 10. März 2017                                                                |                                                                                      |
| 2017 | Alles was du willst Stromaufwärts – Kaiser singt Kaiser                         | — | — | — | Erstveröffentlichung: 3. Oktober 2017                                                              |                                                                                      |
| 2019 | Stark Alles oder Dich                                                           | — | — | — | Erstveröffentlichung: 11. Januar 2019                                                              |                                                                                      |
| 2019 | Alles oder Dich                                                                 | — | — | — | Erstveröffentlichung: 15. Februar 2019                                                             |                                                                                      |
| 2019 | Liebe kann uns retten Alles oder Dich                                           | — | — | — | Erstveröffentlichung: 8. März 2019                                                                 |                                                                                      |
| 2019 | Kurios Alles oder Dich                                                          | — | — | — | Erstveröffentlichung: 2. August 2019                                                               |                                                                                      |
| 2020 | Lang nicht mehr gemacht Alles oder Dich (Version 2020)                          | — | — | — | Erstveröffentlichung: 24. April 2020                                                               |                                                                                      |
| 2021 | In the Ghetto Weihnachtszeit                                                    | — | — | — | Erstveröffentlichung: 17. September 2021 Original: Elvis Presley                                   |                                                                                      |
| 2022 | Gegen die Liebe kommt man nicht an Perspektiven                                 | — | — | — | Erstveröffentlichung: 25. März 2022                                                                |                                                                                      |
| 2022 | Alles Kaiser – Party-Playlist-Medley Meine Playlist – Alles was Du willst       | — | — | — | Erstveröffentlichung: 22. April 2022                                                               |                                                                                      |
| 2022 | Zuversicht Perspektiven                                                         | — | — | — | Erstveröffentlichung: 29. Juli 2022                                                                |                                                                                      |
| 2023 | Gut, dass ihr da seid Neue Perspektiven                                         | — | — | — | Erstveröffentlichung: 16. Juni 2023                                                                |                                                                                      |
| 2024 | Mein Geheimnis Marathon                                                         | — | — | — | Erstveröffentlichung: 21. Juni 2024                                                                |                                                                                      |
| 2024 | Ich werde da sein Marathon                                                      | — | — | — | Erstveröffentlichung: 4. Oktober 2024                                                              |                                                                                      |
| 2025 | Achtung und Respekt Marathon                                                    | — | — | — | Erstveröffentlichung: 10. Januar 2025                                                              |                                                                                      |
| Folgende Lieder erschienen nicht als Single, wurden aber durch das Album zum Download und Streaming bereitgestellt und konnten somit eine Platzierung erlangen: |                                                                                 | | | | |                                                                                      |
| |                                                                                 | | | | |                                                                                      |
| 2022 | Es ist alles ok Perspektiven                                                    | DE— aDE | — | — | Charteinstieg: 9. September 2022                                                                   |                                                                                      |

### Als Gastmusiker
| Jahr | Titel Album                 | Anmerkungen                                                           |
| ---- | --------------------------- | --------------------------------------------------------------------- |
| 2024 | In dieser Stadt …bei Nacht… | Erstveröffentlichung: 19. April 2024 Götz Alsmann feat. Roland Kaiser |

## Videoalben und Musikvideos

### Videoalben
| Jahr | Titel Musiklabel                                            | Höchstplatzierung, Gesamtwochen, AuszeichnungChartplatzierungen (Jahr, Titel, Musiklabel, Platzierungen, Wochen, Auszeichnungen, Anmerkungen) | Höchstplatzierung, Gesamtwochen, AuszeichnungChartplatzierungen (Jahr, Titel, Musiklabel, Platzierungen, Wochen, Auszeichnungen, Anmerkungen) | Höchstplatzierung, Gesamtwochen, AuszeichnungChartplatzierungen (Jahr, Titel, Musiklabel, Platzierungen, Wochen, Auszeichnungen, Anmerkungen) | Anmerkungen                                                       |
| Jahr | Titel Musiklabel                                            | DE | AT | CH | Anmerkungen                                                       |
| ---- | ----------------------------------------------------------- | --- | --- | --- | ----------------------------------------------------------------- |
| 1996 | Grenzenlos Hansa Records (BMG Ariola)                       | DE*DE | — | — | Erstveröffentlichung: 12. August 1996 * siehe Grenzenlos          |
| 2010 | Die große Roland Kaiser Hit Collection Hansa Records (Sony) | — | — | — | Erstveröffentlichung: 29. Oktober 2010                            |
| 2011 | Live in Dresden Gloriella Music (Sony)                      | DE88 (1 Wo.)DE | — | — | Erstveröffentlichung: 11. November 2011                           |
| 2017 | Grenzenlos – Kaiser im Palast Ariola (Sony)                 | DE30 (1 Wo.)DE | AT4 (2 Wo.)AT | — | Erstveröffentlichung: 30. Juni 2017 mit der Dresdner Philharmonie |

### Musikvideos
| Jahr | Titel                              | Regie            |
| ---- | ---------------------------------- | ---------------- |
| 2009 | Wir sind Sehnsucht                 |                  |
| 2014 | Ich fege die Sterne zusammen       |                  |
| 2014 | Warum hast du nicht nein gesagt    |                  |
| 2015 | Das Beste am Leben                 | Robert Bröllochs |
| 2016 | Kein Problem                       |                  |
| 2017 | Wir geh’n durch die Zeit           |                  |
| 2018 | Mädchen gegen Jungs                | Johannes Huth    |
| 2018 | Stark                              |                  |
| 2019 | Liebe kann uns retten              |                  |
| 2019 | Kurios                             |                  |
| 2019 | Kein Grund zu bleiben              |                  |
| 2020 | Was hast du bloß den Hai’n gesagt  |                  |
| 2020 | Guter Mond, du gehst so stille     | Oliver Sommer    |
| 2020 | Lang nicht mehr gemacht            |                  |
| 2020 | Gegen die Zeit                     |                  |
| 2021 | In the Ghetto                      |                  |
| 2021 | When a Child Is Born               |                  |
| 2022 | Gegen die Liebe kommt man nicht an |                  |
| 2022 | Sag mir wann                       |                  |
| 2022 | Zuversicht                         |                  |
| 2022 | Es ist alles ok                    |                  |
| 2023 | Du, deine Freundin und ich         |                  |
| 2023 | Gut, dass ihr da seid              |                  |
| 2024 | Ich werde da sein                  |                  |
| 2025 | Achtung und Respekt                |                  |

## Autorenbeteiligungen und Produktionen
Roland Kaiser als Autor (A) und Produzent (P) in den Charts

| Jahr | Titel Interpretation                                                 | Höchstplatzierung, Gesamtwochen, AuszeichnungChartplatzierungen (Jahr, Titel, Interpretation, Platzierungen, Wochen, Auszeichnungen, Anmerkungen) | Höchstplatzierung, Gesamtwochen, AuszeichnungChartplatzierungen (Jahr, Titel, Interpretation, Platzierungen, Wochen, Auszeichnungen, Anmerkungen) | Höchstplatzierung, Gesamtwochen, AuszeichnungChartplatzierungen (Jahr, Titel, Interpretation, Platzierungen, Wochen, Auszeichnungen, Anmerkungen) | Anmerkungen                                                                        |
| Jahr | Titel Interpretation                                                 | DE | AT | CH | Anmerkungen                                                                        |
| ---- | -------------------------------------------------------------------- | --- | --- | --- | ---------------------------------------------------------------------------------- |
| 1977 | Skateboard A Copains                                                 | DE38 (7 Wo.)DE | — | — | Erstveröffentlichung: Juli 1977                                                    |
| 1977 | Skateboard A Benny                                                   | DE40 (10 Wo.)DE | — | — | Erstveröffentlichung: 30. Dezember 1977                                            |
| 1979 | Schach Matt A Roland Kaiser                                          | DE32 (11 Wo.)DE | — | — | Erstveröffentlichung: Juni 1979                                                    |
| 1980 | Fieber A Bernhard Brink                                              | DE35 (7 Wo.)DE | — | — | Erstveröffentlichung: Februar 1980                                                 |
| 1980 | Santa Maria A Roland Kaiser                                          | DE1 Gold · (32 Wo.)DE | AT3 (10 Wo.)AT | CH5 (9 Wo.)CH | Erstveröffentlichung: Juni 1980 Verkäufe: + 1.200.000;Original: Oliver Onions      |
| 1981 | Lieb’ mich ein letztes Mal A Roland Kaiser                           | DE3 (33 Wo.)DE | — | — | Erstveröffentlichung: Februar 1981                                                 |
| 1981 | Dich zu lieben A Roland Kaiser                                       | DE5 (24 Wo.)DE | — | — | Erstveröffentlichung: Juli 1981                                                    |
| 1982 | Wohin gehst du? A Roland Kaiser                                      | DE23 (15 Wo.)DE | — | — | Erstveröffentlichung: Februar 1982                                                 |
| 1982 | Manchmal möchte ich schon mit dir A Roland Kaiser                    | DE7 (24 Wo.)DE | — | — | Erstveröffentlichung: Juli 1982                                                    |
| 1983 | Ich will dich A Roland Kaiser                                        | DE51 (10 Wo.)DE | — | — | Erstveröffentlichung: April 1983 Original: De Blanc – Temptation                   |
| 1983 | Die Gefühle sind frei A Roland Kaiser                                | DE40 (17 Wo.)DE | — | — | Erstveröffentlichung: Juli 1983                                                    |
| 1984 | Es kann der Frömmste nicht in Frieden leben A Roland Kaiser          | DE50 (11 Wo.)DE | — | — | Erstveröffentlichung: Februar 1984                                                 |
| 1984 | Joana A Roland Kaiser                                                | DE35 (18 Wo.)DE | — | — | Erstveröffentlichung: Juli 1984                                                    |
| 1985 | Flieg mit mir zu den Sternen A Roland Kaiser                         | DE50 (9 Wo.)DE | AT30 (2 Wo.)AT | — | Erstveröffentlichung: Februar 1985                                                 |
| 1985 | Hier fing alles an A Roland Kaiser                                   | DE73 (1 Wo.)DE | — | — | Erstveröffentlichung: August 1985                                                  |
| 1986 | Midnight Lady (einsam so wie ich) A Roland Kaiser                    | DE16 (11 Wo.)DE | AT16 (4 Wo.)AT | — | Erstveröffentlichung: Mai 1986 Original: Chris Norman – Midnight Lady              |
| 1987 | Haut an Haut A, P Roland Kaiser                                      | DE70 (4 Wo.)DE | — | — | Erstveröffentlichung: Juli 1987                                                    |
| 1988 | Ich glaub es geht schon wieder los A, P Roland Kaiser                | DE54 (8 Wo.)DE | — | — | Erstveröffentlichung: August 1988                                                  |
| 1991 | Wind auf der Haut und Lisa A Roland Kaiser                           | DE58 (13 Wo.)DE | — | — | Erstveröffentlichung: Mai 1991 Original: Chris Rea – Fool (If You Think It’s Over) |
| 1992 | Sag niemals nie A Roland Kaiser                                      | DE56 (9 Wo.)DE | — | — | Erstveröffentlichung: Januar 1992                                                  |
| 1992 | Lebenslänglich du A Roland Kaiser                                    | DE63 (5 Wo.)DE | — | — | Erstveröffentlichung: März 1992                                                    |
| 2007 | Joana (du …) A Peter Wackel feat. Chriss Tuxi                        | DE14 Gold · (40 Wo.)DE | AT20 (22 Wo.)AT | CH53 (6 Wo.)CH | Erstveröffentlichung: 2007 Verkäufe: + 150.000                                     |
| 2008 | Manchmal möchte ich schon mit dir … A Peter Wackel feat. Chriss Tuxi | DE54 (6 Wo.)DE | — | — | Erstveröffentlichung: 18. Juli 2008                                                |
| 2013 | Egoist A Roland Kaiser                                               | DE85 (1 Wo.)DE | — | — | Erstveröffentlichung: März 2013                                                    |
| 2014 | Warum hast du nicht nein gesagt P Roland Kaiser & Maite Kelly        | DE55 Platin · (12 Wo.)DE | AT42 Gold · (6 Wo.)AT | CH81 (1 Wo.)CH | Erstveröffentlichung: 12. September 2014 Verkäufe: + 315.000                       |

## Hörbücher
| Jahr | Titel Musiklabel                           | Anmerkungen                              |
| ---- | ------------------------------------------ | ---------------------------------------- |
| 2011 | Atempause – Alles ist möglich Edition Koch | Erstveröffentlichung: 19. September 2011 |

## Boxsets
| Jahr | Titel Musiklabel                                       | Höchstplatzierung, Gesamtwochen, AuszeichnungChartplatzierungen (Jahr, Titel, Musiklabel, Platzierungen, Wochen, Auszeichnungen, Anmerkungen) | Höchstplatzierung, Gesamtwochen, AuszeichnungChartplatzierungen (Jahr, Titel, Musiklabel, Platzierungen, Wochen, Auszeichnungen, Anmerkungen) | Höchstplatzierung, Gesamtwochen, AuszeichnungChartplatzierungen (Jahr, Titel, Musiklabel, Platzierungen, Wochen, Auszeichnungen, Anmerkungen) | Anmerkungen                                             |
| Jahr | Titel Musiklabel                                       | DE | AT | CH | Anmerkungen                                             |
| ---- | ------------------------------------------------------ | --- | --- | --- | ------------------------------------------------------- |
| 2001 | 20 Hit-Singles Original Hansa Records (BMG Ariola)     | — | — | — | Erstveröffentlichung: Dezember 2001                     |
| 2019 | Alles Kaiser – Das Beste am Leben Sony Music (Sony)    | DE6 Gold · (28 Wo.)DE | AT5 (16 Wo.)AT | CH20 (6 Wo.)CH | Erstveröffentlichung: 15. März 2019 Verkäufe: + 100.000 |
| 2021 | Alles Kaiser 2 – Stark wie nie Sony Music (Sony)       | DE4 (19 Wo.)DE | AT12 (2 Wo.)AT | CH33 (3 Wo.)CH | Erstveröffentlichung: 9. Juli 2021                      |
| 2022 | Meine Playlist – Alles was Du willst Sony Music (Sony) | DE4 (24 Wo.)DE | AT7 (15 Wo.)AT | CH21 (2 Wo.)CH | Erstveröffentlichung: 6. Mai 2022                       |

## Promoveröffentlichungen
| Jahr | Titel Album                                                                | Anmerkungen |
| ---- | -------------------------------------------------------------------------- | --- |
| 2003 | Allein mit dir Pure Lust                                                   | Erstveröffentlichung: August 2003 Original: Amedeo Minghi – L’immenso                                            |
| 2003 | In unserer Straße Pure Lust                                                | Erstveröffentlichung: Dezember 2003                                                                              |
| 2004 | Ich liebe dich so wie du bist Pure Lust                                    | Erstveröffentlichung: April 2004                                                                                 |
| 2004 | Sie ließe sich so gerne fallen Pure Lust                                   | Erstveröffentlichung: Juli 2004                                                                                  |
| 2005 | Du Best Of                                                                 | Erstveröffentlichung: Januar 2005                                                                                |
| 2005 | 100.000 Fragen Pure Lust                                                   | Erstveröffentlichung: Juli 2005                                                                                  |
| 2007 | Was weißt du schon von Liebe Sexy                                          | Erstveröffentlichung: August 2007                                                                                |
| 2009 | Wir sind Sehnsucht                                                         | Erstveröffentlichung: Januar 2009                                                                                |
| 2009 | Ich hab Deine Tränen nicht verdient Wir sind Sehnsucht                     | Erstveröffentlichung: Mai 2009                                                                                   |
| 2009 | Was willst Du hier Wir sind Sehnsucht                                      | Erstveröffentlichung: Oktober 2009                                                                               |
| 2010 | Das Fenster zum Hof Seine Hits – Gestern und heute                         | Erstveröffentlichung: März 2010                                                                                  |
| 2010 | Das alte Spiel Wir sind Sehnsucht                                          | Erstveröffentlichung: Juli 2010                                                                                  |
| 2011 | Friedensangebot (Lisa-Marie) Alles ist möglich                             | Erstveröffentlichung: Mai 2011                                                                                   |
| 2011 | Du Wunderbare Alles ist möglich                                            | Erstveröffentlichung: Oktober 2011 Original: Dario Baldan Bembo – Non mi lasciare                                |
| 2012 | Weihnachts-Hitmedley 2012 Affären (Fan-Edition)                            | Erstveröffentlichung: 30. November 2012                                                                          |
| 2013 | Sag mir noch einmal … Gold – Die neue Best Of                              | Erstveröffentlichung: Oktober 2013                                                                               |
| 2015 | All die Jahre Seelenbahnen                                                 | Erstveröffentlichung: 29. Mai 2015                                                                               |
| 2017 | Wir geh’n durch die Zeit Stromaufwärts – Kaiser singt Kaiser               | Erstveröffentlichung: 7. Oktober 2017                                                                            |
| 2019 | Klinget hell ihr Glocken Alles oder Dich (Limitierte Super Deluxe Edition) | Erstveröffentlichung: 31. Oktober 2019 mit Maite Kelly; Original: Benny Andersson – Klinga mina klockor          |
| 2020 | Was hast du bloß den Hai’n gesagt Quallendisco                             | Erstveröffentlichung: 28. Februar 2020 mit SpongeBob Schwammkopf; Original: Warum hast du nicht nein gesagt      |
| 2020 | Guter Mond, du gehst so stille Giraffenaffen                               | Erstveröffentlichung: 10. April 2020 Original: Traditional                                                       |
| 2020 | Shallow (Live) Die Helene Fischer Show – Meine schönsten Momente (Vol. 1)  | Erstveröffentlichung: 10. Dezember 2020 Helene Fischer feat. Roland Kaiser; Original: Lady Gaga & Bradley Cooper |
| 2021 | Gegen die Zeit Alles oder Dich (Version 2021)                              | Erstveröffentlichung: 19. Februar 2021                                                                           |
| 2022 | Sag mir wann Perspektiven                                                  | Erstveröffentlichung: 24. Juni 2022                                                                              |
| 2023 | Du, deine Freundin und ich Perspektiven                                    | Erstveröffentlichung: 27. Januar 2023                                                                            |
| 2023 | Baby, It’s Cold Outside Goldene Weihnachtszeit                             | Erstveröffentlichung: 3. November 2023 feat. Michelle Hunziker; Original: Lynn Garland & Frank Loesser           |
| 2023 | Es wird scho glei dumpa Goldene Weihnachtszeit                             | Erstveröffentlichung: 9. November 2023 feat. Melissa Naschenweng; Original: Anton Reidinger                      |

## Sonderveröffentlichungen

### Alben
| Jahr | Titel Musiklabel           | Anmerkungen                                                           |
| ---- | -------------------------- | --------------------------------------------------------------------- |
| 2022 | Home Session Ariola (Sony) | Erstveröffentlichung: 1. September 2022 Teil der „Home-Session“-Reihe |

| Jahr | Titel Musiklabel                                                | Anmerkungen                                                |
| ---- | --------------------------------------------------------------- | ---------------------------------------------------------- |
| 1981 | Seine großen Erfolge Hansa Records (Sonocord)                   | Erstveröffentlichung: 1981 Sonderauflage                   |
| 1981 | Roland Kaiser – Amiga Quartett Amiga (Amiga)                    | Erstveröffentlichung: 1981 Veröffentlichung nur in der DDR |
| 1984 | Roland Kaiser – Manchmal möchte ich schon mit dir Amiga (Amiga) | Erstveröffentlichung: 1984 Veröffentlichung nur in der DDR |
| 2024 | Die größten Partyhits von Roland Kaiser Sony Music (Sony)       | Erstveröffentlichung: 26. Januar 2024 Label-Kompilation    |
| 2024 | Die schönsten Liebeslieder von Roland Kaiser Sony Music (Sony)  | Erstveröffentlichung: 9. Februar 2024 Label-Kompilation    |
| 2024 | Die sonnigsten Urlaubshits von Roland Kaiser Sony Music (Sony)  | Erstveröffentlichung: 20. Juni 2024 Label-Kompilation      |

### Lieder
| Jahr | Titel Album                                                               | Anmerkungen |
| ---- | ------------------------------------------------------------------------- | --- |
| 1982 | Spanisches Medley Bonsoir Mireille                                        | Erstveröffentlichung: 1982 Mireille Mathieu feat. Roland Kaiser                                                       |
| 2012 | Die Reise Von Mensch zu Mensch – Die Reise                                | Erstveröffentlichung: 23. November 2012 Flo Bauer feat. Roland Kaiser                                                 |
| 2013 | Dich zu lieben Abenteuer – 20 Jahre Andrea Berg                           | Erstveröffentlichung: 11. Januar 2013 Andrea Berg mit Roland Kaiser                                                   |
| 2020 | Was hast du bloß den Hai’n gesagt Quallendisco                            | Erstveröffentlichung: 6. März 2020 SpongeBob Schwammkopf mit Roland Kaiser; Original: Warum hast du nicht nein gesagt |
| 2020 | Shallow (Live) Die Helene Fischer Show – Meine schönsten Momente (Vol. 1) | Erstveröffentlichung: 11. Dezember 2020 Helene Fischer feat. Roland Kaiser; Original: Lady Gaga & Bradley Cooper      |
| 2024 | In dieser Stadt …bei Nacht…                                               | Erstveröffentlichung: 31. Mai 2024 Götz Alsmann feat. Roland Kaiser                                                   |

| Jahr | Titel Album                                    | Anmerkungen |
| ---- | ---------------------------------------------- | --- |
| 2018 | Mädchen gegen Jungs Bibi & Tina – Star-Edition | Erstveröffentlichung: 28. September 2018 als Teil der Bibi & Tina All Stars Original: Lina Larissa Strahl, Lisa-Marie Koroll, Phil Laude & Louis Held |
| 2018 | No Risk, No Fun Bibi & Tina – Star-Edition     | Erstveröffentlichung: 28. September 2018 mit Maite Kelly; Original: Lina Larissa Strahl & Emilio Moutaoukkil                                          |
| 2020 | Guter Mond, du gehst so stille Giraffenaffen   | Erstveröffentlichung: 3. Juli 2020 Original: Traditional                                                                                              |

| Jahr | Titel Soundtrack                               | Anmerkungen                                                    |
| ---- | ---------------------------------------------- | -------------------------------------------------------------- |
| 2019 | Mit 66 Jahren Ich war noch niemals in New York | Erstveröffentlichung: 13. September 2019 Original: Udo Jürgens |

### Videoalben
| Jahr | Titel Musiklabel                                     | Anmerkungen                                                                              |
| ---- | ---------------------------------------------------- | ---------------------------------------------------------------------------------------- |
| 2015 | Seelenbahnen – Die Kaisermania Edition Ariola (Sony) | Erstveröffentlichung: 9. Januar 2015 CD + DVD; Verkäufe werden Seelenbahnen hinzuaddiert |

## Statistik

### Chartauswertung
Die folgende Aufstellung beinhaltet eine Übersicht über die Charterfolge Kaisers in den Album-, Single- sowie den Musik-DVD-Charts. In Deutschland besteht die Besonderheit, dass Videoalben sich ebenfalls in den Albumcharts platzieren. In Österreich und der Schweiz werden für Videoalben eigenständige Chartlisten geführt.
|                     | DE     | AT     | CH     |
| ------------------- | ------ | ------ | ------ |
| Nummer-eins-Alben   | DE2DE  | AT1AT  | CH—CH  |
| Top-10-Alben        | DE13DE | AT9AT  | CH4CH  |
| Alben in den Charts | DE42DE | AT13AT | CH14CH |

|                          | DE    | AT    | CH    |
| ------------------------ | ----- | ----- | ----- |
| Nummer-eins-Videoalben   | DE—DE | AT—AT | CH—CH |
| Top-10-Videoalben        | DE—DE | AT1AT | CH—CH |
| Videoalben in den Charts | DE—DE | AT1AT | CH—CH |

|                       | DE     | AT    | CH    |
| --------------------- | ------ | ----- | ----- |
| Nummer-eins-Singles   | DE1DE  | AT—AT | CH—CH |
| Top-10-Singles        | DE5DE  | AT1AT | CH1CH |
| Singles in den Charts | DE25DE | AT5AT | CH2CH |

|                       | DE     | AT    | CH    |
| --------------------- | ------ | ----- | ----- |
| Nummer-eins-Singles   | DE1DE  | AT—AT | CH—CH |
| Top-10-Singles        | DE4DE  | AT1AT | CH1CH |
| Singles in den Charts | DE24DE | AT4AT | CH2CH |

|                       | DE    | AT    | CH    |
| --------------------- | ----- | ----- | ----- |
| Nummer-eins-Singles   | DE—DE | AT—AT | CH—CH |
| Top-10-Singles        | DE—DE | AT—AT | CH—CH |
| Singles in den Charts | DE3DE | AT1AT | CH1CH |

### Auszeichnungen für Musikverkäufe
Anmerkung: Auszeichnungen in Ländern aus den Charttabellen bzw. Chartboxen sind in ebendiesen zu finden.
| Land/RegionAuszeichnungen für Musikverkäufe (Land/Region, Auszeichnungen, Verkäufe, Quellen) | Gold       | Platin     | Verkäufe  | Quellen           |
| -------------------------------------------------------------------------------------------- | ---------- | ---------- | --------- | ----------------- |
| Deutschland (BVMI)                                                                           | 8× Gold8   | 6× Platin6 | 2.900.000 | musikindustrie.de |
| Österreich (IFPI)                                                                            | 4× Gold4   | —          | 37.500    | ifpi.at           |
| Insgesamt                                                                                    | 12× Gold12 | 6× Platin6 |           |                   |